# Tom McEvoy
Thomas K. McEvoy (Grand Rapids, 14 novembre 1944) è un giocatore di poker statunitense, campione del mondo nel 1983.
McEvoy era un revisore contabile ma, dopo aver perso il suo lavoro, divenne un giocatore di poker a tempo pieno. Imparò il gioco all'età di cinque anni.
Riuscì a vincere il Main Event delle World Series of Poker del 1983, e continua tutt'oggi a giocare. Fu il primo giocatore a vincere il Main Event qualificandosi da un satellite. Il testa a testa finale contro Rod Peate fu il più lungo nella storia delle WSOP sino al 2006, quando Chip Reese e Andy Bloch batterono il primato nel $50.000 H.O.R.S.E..
Nel marzo 2006 McEvoy vinse il terzo torneo del Professional Poker Tour al casinò Bay 101 (torneo esclusivo per soli giocatori professionisti).
McEvoy si è sempre battuto contro il tabagismo. Nel 1998 aiutò ad organizzare il primo torneo in cui era vietato fumare. Il torneo ebbe un certo successo e nel 2002 riuscì a convincere Benny Binion a vietare il fumo nelle WSOP.
Inoltre è autore o coautore di più di una dozzina di libri sul poker con altri giocatori, quali T. J. Cloutier, Brad Daugherty, Don Vines e Max Stern. Scrive anche per CardPlayer Magazine.
Ha guadagnato sino al 2011 più di 2.900.000$. Nel 2013 è stato inserito nel Poker Hall of Fame.

## Braccialetti delle WSOP
| Anno | Torneo                                      | Premio (US$) |
| ---- | ------------------------------------------- | ------------ |
| 1983 | $1.000 Limit Hold'em                        | $117.000     |
| 1983 | $10.000 No Limit Hold'em World Championship | $580.000     |
| 1986 | $1.000 Razz                                 | $52.400      |
| 1992 | $1.500 Limit Omaha                          | $79.200      |